# Dihydromorine
La dihydromorine est un composé organique de la famille des flavanonols, un sous-groupe de flavonoïdes. Elle est naturellement présent dans le mûrier noir (Morus nigra), le mûrier blanc, dans l'oranger des Osages (Maclura pomifera) et dans le jacquier (Artocarpus heterophyllus).
Comme son nom l'indique, c'est le dérivé 2,3-dihydrogéné de la morine, un flavonol.
C'est un inhibiteur de la tyrosinase.